# Dics de Bear River
Els dics de Bear River són un grup de dics d'entre 1.265 i 1.269 milions d'anys al nord de Yukon, Canadà. Representen una característica relacionada amb el magmatisme de l'extensa gran província ígnia Mackenzie i es consideren l'extensió occidental de l'eixam de dics Mackenzie amb tendència nord-oest-sud-est.